# George Eastham
Pour les articles homonymes, voir Eastham.
George Eastham, né le 23 septembre 1936 à Blackpool (Angleterre) et mort le 20 décembre 2024, est un footballeur anglais, qui joue au poste de milieu offensif à Arsenal et en équipe d'Angleterre. Il est membre de l’ordre de l’empire britannique (OBE).

## Biographie
Eastham a marqué deux buts lors de ses dix-neuf sélections avec l'équipe d'Angleterre entre 1963 et 1966.

## Carrière de joueur
- 1953-1956 : Ards FC
- 1956-1960 : Newcastle United
- 1960-1966 : Arsenal
- 1966-1973 : Stoke City

## Palmarès

### En équipe nationale
- 19 sélections et 2 buts avec l'équipe d'Angleterre entre 1963 et 1966.
- Vainqueur de la Coupe du monde 1966 avec l'Angleterre.
- Quart de finaliste de la Coupe du monde de football de 1962.

### Avec Stoke City
- Vainqueur de la League Cup en 1972.

## Carrière d'entraîneur
- 1977-1978 : Stoke City